# Грейс, Макс
Макс Грейс (англ. Max Grace; род. 14 декабря 1942, Отахуху, Окленд) — новозеландский и канадский шоссейный велогонщик.

## Карьера
Макс Грейс родился в новозеландском городе Отахуху в 1942 году.
В 1964 году был включён в состав сборной Новой Зеландии на летних Олимпийских играх в Токио. На них выступил в двух гонках. Сначала в командной гонке с раздельным стартом на 100 км. По её результатам сборная Новой Зеландии (в которую также входили Лори  Байерс, Артур Кэнди и Дик Джонстон) заняла 18 место, уступив занявшей первое место сборной Италии 12 минут. А затем в групповой шоссейной гонке протяжённостью 175 км занял 66 место финишировав в общей группе из 99 гонщиков, победителем которой стал Марио Занин (Италии).
С 1965 года сменил спортивное гражданство с новозеландского на канадское.
После этого три года подряд становился Чемпионом Канады в групповой гонке. Дважды выступил на Играх Британского Содружества наций — в 1970 году в Эдинбург (Шотландия), а в 1974 году на своей исторической родине в Крайстчерч (Новая Зеландия).

## Достижения
1970
 Чемпионат Канады — групповая гонка
1971
 Чемпионат Канады — групповая гонка
1972
 Чемпионат Канады — групповая гонка
1973
2-й на Чемпионате Канады — командная гонка
2-й на Гран-при Гастауна
1974
Гран-при Гастауна
1975
3-й на Гран-при Гастауна